# Tutilina
 (juin 2024).

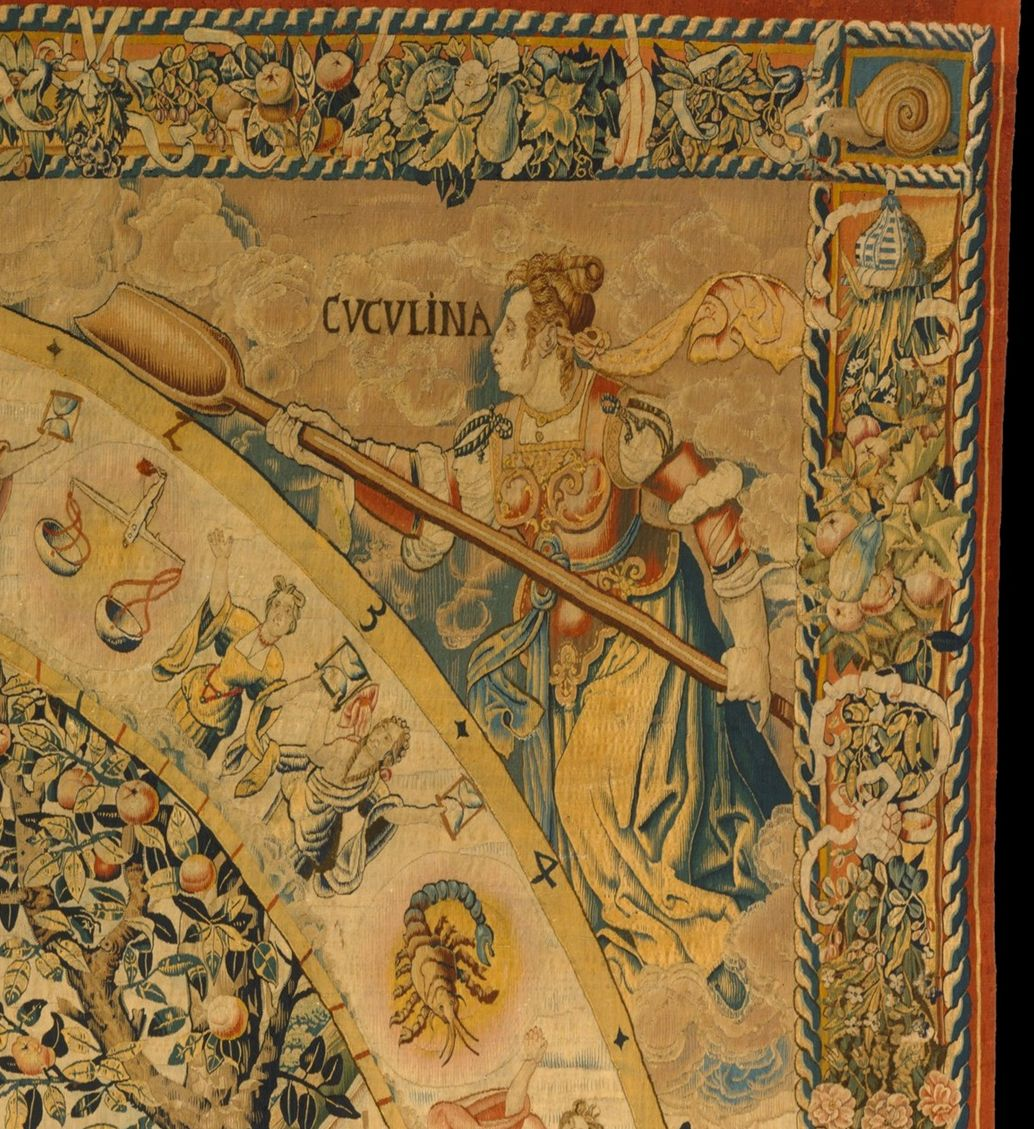
Représentation de Tutilina (mal orthographiée CVCVLINA) portant une une pelle à vanner (Tapisserie flamande du XVIe siècle)

Tutilina (également Tutelina, Tutulina ) était dans la religion romaine une divinité tutélaire, chargée de protéger les récoltes.

## Attestations littéraires
Le traité fragmentaire De lingua Latina de Varron mentionne que poète latin Ennius « coluisse Tutilinae loca » (« habitait dans la localité de Tutilina »). Il s'agissait d'un ancien quartier de Rome, accessible par la Porta Tutilinae (« Porte de Tutilina »), sans doute une autre nom pour la Porte Capène. Un autre ouvrage de Varron, Les Satires Ménippées, mentionnent que Tutilina pouvait également être invoquée lors d'un siège,. L'Histoire naturelle de Pline l'Ancien et le traité De Spectaculis de Tertullien attestent de la présence d'une statue de la déesse dans l'enceinte du Circus Maximus. Tertullien écrit ainsi : 
Chacun des ornements du Cirque est à lui seul un temple. Ici, des œufs consacrés à Castor et à Pollux par ceux qui ne rougissent pas de croire qu'ils sont nés d'un œuf fécondé Jupiter sous la forme d'un cygne. Là, des dauphins crachent de l'eau en l'honneur de Neptune; Les colonnes y soutiennent les statues de Seia, dont le nom provient de sementatio ["semailles"], de Messia, déesse de la messis ["moisson"], et de Tutulina, l'« esprit tutélaire » des récoltes.
Pline et Macrobe mentionnent en outre l'interdit qui entoure le fait de prononcer le nom de la divinité dans un cadre domestique. Celui qui avait prononcé son nom devait cesser toute activité jusqu'à ce que l'offense soit réparée.

## Réception
La Cité de Dieu de saint Augustin mentionne Tutilina aux côtés d'autres dieux et déesses dans un passage dénonçant le nombre des divinités païennes :
Je ne puis ici rappeler en quelques lignes tous ces noms de dieux et de déesses qui peuvent à peine tenir dans de gros volumes, où l’on attache chaque divinité à son objet particulier, suivant la fonction qui lui est propre. Par exemple, on n’a pas jugé à propos de confier à un seul dieu le soin des campagnes ; on a donné la plaine à Rusina, le sommet des montagnes à Jugatinus, la colline à Collatina, la vallée à Vallonia. On n’a même pas trouvé une divinité assez vigilante pour lui donner exclusivement la direction des moissons : on a recommandé à Séia les semences, pendant qu’elles sont encore en terre ; à Segetia, les blés quand ils sont levés ; à Tutilina, la tutelle des récoltes et des grains, quand ils sont recueillis dans les greniers.
Dans sa Summa predicantium, composé dans les années 1360, John Bromyard donne le nom de Titivillus au démon censé relever et récolter les erreurs de prononciation commises par les moines dans la psalmodie. André Vernet voit dans ce nom une variante masculine du nom de Tutilina, inventée par les érudits médiévaux en empruntant le nom de la déesse des récoltes citée par saint Augustin.

## Voir également
- Cérès (mythologie)
- Philotis
- Tutelle (divinité)